# Горгонов, Иван Иванович
Иван Иванович Горгонов (1903—1993) — начальник Управления МГБ по Московской области и член Коллегии МГБ СССР, генерал-майор (1943). Депутат Верховного Совета СССР 3-го созыва.

## Биография
Родился в русской семье крестьянина-середняка. В мае 1913 — сентябре 1920 работал в хозяйстве отца в родном селе, в 1915 окончил сельскую школу. В 1918 учился в школе 2-й ступени в селе Ильинское Емельяновской волости Старицкого уезда. В сентябре 1920 — декабре 1922 работал конторщиком-счетоводом в сельскохозяйственном кооперативе «Рассвет» в деревне Сергеево Емельяновской волости. В январе 1923 вернулся в село Апухлицы и до апреля 1924 вновь работал в хозяйстве отца. Затем уехал в Москву, где с мая 1924 был учеником плотника на отхожем промысле, работал вместе с отцом. С ноября 1924 — член правления товарищества «Рассвет» в деревне Сергеево, с апреля 1925 — кассир отделения Госспирта в Твери.
В 1925—1927 — курсант полковой школы артиллерийского полка, помощник командира взвода. Член ВКП(б) с марта 1927. В 1928 — инструктор Калужского губернского комитета ВЛКСМ, ответственный секретарь районного комитета ВЛКСМ в Калуге. В 1928—1933 — секретарь, уполномоченный, старший уполномоченный Особого отдела ОГПУ 81-й стрелковой дивизии. В 1933—1935 — заместитель начальника политотдела Скопинской МТС по работе ОГПУ—НКВД. В 1935—1936 — старший оперуполномоченный, помощник начальника отделения Особого отдела НКВД МВО. В 1936—1941 — на различных должностях в УНКВД—УНКГБ Московской области. В 1941—1942 — заместитель начальника Особого отдела НКВД Брянского и Западного фронтов. В 1942—1943 — заместитель начальника, начальник отдела Управления Особых отделов НКВД СССР. В 1943—1946 — начальник 1-го отдела ГУКР СМЕРШ. В 1946—1951 — начальник УМГБ Московской области. В 1950—1951 — член коллегии МГБ СССР. В 1951 — в распоряжении управления кадров МГБ СССР. Уволен 25 октября 1951.
В 1951—1952 — на пенсии. Окончил экстерном Московский педагогический институт в 1952. В 1952—1956 — заместитель управляющего трестом Москультстроя, затем трестом «Мосстрой». 23 ноября 1954 лишён звания генерал-майора «как дискредитировавший себя за время работы в органах госбезопасности и недостойный в связи с этим высокого звания генерала». 29 июля 1955 исключён из партии «за нарушение социалистической законности».
Умер в 1993 году. Похоронен в Москве на Введенском кладбище.

### Звания
- Лейтенант ГБ (26 декабря 1935 г.);
- Старший лейтенант ГБ (25 ноября 1939 г.);
- Капитан ГБ (9 мая 1940 г.);
- Майор ГБ (23 августа 1941 г.);
- Полковник ГБ (14 февраля 1943 г.);
- Генерал-майор (26 мая 1943 г.).[4]

### Награды и почётные звания
- орден Ленина (25 марта 1945 г.)
- 3 ордена Красного Знамени (10 июля 1942 г., 28 октября 1943 г., 21 мая 1947 г.)
- орден Суворова II степени (13 сентября 1945 г.)
- 2 ордена Отечественной войны I степени (31 июля 1944 г., 6 сентября 1947 г.)
- орден Отечественной войны II степени (11 марта 1985 г.)
- орден Трудового Красного Знамени (29 октября 1949 г.)
- орден Красной Звезды (3 ноября 1944 г.)
- медаль «За отвагу» (26 апреля 1940 г.)
- другие медали
- Заслуженный работник НКВД (19 декабря 1942 г.)